# 大坪彩織
大坪 彩織（おおつぼ さおり、2000年10月29日 - ）は琉球放送の元アナウンサー。

## 経歴
東京都出身。慶應義塾大学法学部卒業。大学在学中にBSフジの第39期学生キャスターを務めていた。大学卒業後、2023年琉球放送入社。同期の三原楓花とともに同局のアナウンサーになり、同年5月16日に放送のラジオニュースで初鳴きを果たした。三原と共演時には、ふたり合わせて「三坪（さんつぼ）コンビ」と呼ばれた。2024年5月より休職、2025年1月に退社した。

## 不祥事
2024年1月25日夜、那覇市内で20代の同僚女性に薬物など複数を混入した飲料を飲ませ、一過性の意識障害や急性薬物中毒を負わせたとして、傷害の疑いで2025年3月10日に東京都内で沖縄県警察が逮捕、3月31日付けで那覇地検が那覇地裁に起訴した。警察では容疑を否認、検察は認否を明らかにしていない。
薬物は睡眠作用や抗不安作用のあるものだった。被害女性はコンビニエンスストア前の路上で午後6時40分ころに飲料を渡され、帰宅する間に飲み、次第に意識がもうろうとなり救急搬送され加療1日を要し、同年2月に県警に申告して事件が発覚した。逮捕時は東京に居住していた。事件当夜は大坪の出演するラジオ番組の放送日でもあった。

## 担当番組

### 学生時代
- 第39期BSフジ学生キャスター

### 琉球放送時代
- ジ・アナウンサーズ（RBCiラジオ） - 木曜担当、不定期出演
- MUSIC SHOWER Plus+（2023年10月 - 2024年2月、RBCiラジオ） - 代演
- ルーツを探せ ～諸説あり～（2024年1月1日、RBCテレビ） - MC[9]